# Telegraphen Korrespondantz Bureau
L'agence de presse autrichienne Telegraphen Korrespondantz Bureau ("Korbureau") était l'une des principales agences télégraphiques au XIXe siècle, mais fut ensuite marginalisée après la Première Guerre mondiale.

## Histoire

### La période "Correspondance autrichienne"
Le "Telegraphen Korrespondantz Bureau" s'appelle d'abord "Correspondance autrichienne". Elle est fondée  à Vienne le 10 octobre 1849 par le journaliste Joseph Tuvora (1820-1872), un des animateurs de la Révolution autrichienne de 1848, écrasée dans le sang en octobre. Joseph Tuvora décide alors de changer de camp et rallie le nouveau pouvoir autrichien. Dès ses débuts, la "Correspondance autrichienne" est une agence de presse télégraphique. Le ministre de la Justice puis de l'Intérieur Alexander von Bach souhaite la réfutation des « mensonges » de la presse et la diffusion rapide des messages du gouvernement, en échange d'une subvention de 340 florins par an.
La reprise en main des territoires italiens par le maréchal tchèque Joseph Radetzky, qui commande l'armée autrichienne en Lombardie et Vénétie, entraîne une certaine décentralisation de la "Correspondance autrichienne", avec la participation des autorités de chaque région de l'empire austro-hongrois. Après le décès du premier ministre Felix Schwarzenberg le 5 avril 1852, Alexander von Bach devient le personnage le plus important de l’État. Il renforce la censure  et ses fonctionnaires administrent la Hongrie, découpée en cinq arrondissements, tandis que la Transylvanie et la Croatie sont séparées du corps du royaume. 
Le directeur de la "Correspondance Autrichienne", Joseph Tuvora fait appel à Eduard Warrens (1820-1872), ex-consul américain à Trieste, devenu rédacteur en chef du Journal du Lloyd autrichien. Dès ses débuts en 1833, le Lloyds Autrichien s'était créé en société centralisant les informations liées au transport maritime, via un réseau international de correspondants et de journaux, dont le commerce avec l'Orient sera dopé après Novembre 1854, quand Mohammed Saïd, nouveau vice-roi d’Égypte, accorde à Ferdinand de Lesseps la permission de percer le Canal de Suez. Joseph Tuvora veut aussi se développer dans l'information générale. Inspiré par le modèle de l'Agence Havas française, il lui rend visite en 1858 à Paris.
Ces projets sont stoppés par une erreur professionnelle. Le 4 juin 1859, la "Correspondance autrichienne" est victime d'un canular boursier, dans le nord de l'Italie, transmis par le télégraphe jusqu'en Angleterre et en Belgique. À l'issue de la Bataille de Magenta, elle a annoncé à tort la victoire autrichienne, en précisant qu'un renfort de 50 000 hommes avait rejeté les Français sur l'autre rive du Tessin, alors que la bataille se termine une victoire décisive pour les forces franco-sardes. La fausse nouvelle inverse pendant quelque temps la direction des cours sur le marché boursier parisien.
Le 11 juin 1859, le conseil des ministres autrichien a décidé de créer sa propre agence de nouvelles pour l'Autriche et la Hongrie, en lui donnant le monopole d'État souhaité depuis des années par une ex figure de la politique autrichienne, Klemens Wenzel von Metternich. Nationalisée, la "Correspondance autrichienne" est rebaptisée "Bureau de la correspondance télégraphique", après avoir envoyé ses dernières dépêches en décembre 1859. À la fin des années 1850, l'Autriche-Hongrie a une filiale de son « bureau de presse » à Paris, dirigé par le journaliste Miklós Jósika, auquel collabore Lajos Kossuth, qui en rendra compte dans ses écrits.

### Les années 1860
Le nouveau Korrbureau est installé à Vienne dans le Modenapalais dans Herrengasse puis un an plus tard dans l'arsenal impérial dans Renngasse, intégré au commandement militaire. Le premier directeur du Bureau est le général Josef Wilhelm von Gallina (1820-1883), théoricien de la guerre de mouvement et futur chef d'état-major de l'armée autrichienne. Ludwig Hirschfeld, embauché en 1861, prend en 1866 des responsabilités comme secrétaire général. Le scientifique suisse Karl Brunner von Wattenwyl, ex-professeur de physique à l'université de Berne, qui a dirigé l’administration suisse du télégraphe, de 1853 à 1857, est depuis responsable de celle de l'Autriche, et y restera pendant toutes les années 1860. Il a été recruté pour développer le réseau télégraphique autrichien, relancer les infrastructures, ce qui était déjà son crédo en Suisse. C'est une époque où l'Autriche accomplit des réformes souhaitées par les partis libéraux. Le 19 juin 1861, le député Eduard Herbst propose quatre comités pour travailler sur la constitution, dont l'un pour instituer plus de liberté de la presse, dans l'espoir de faire émerger un consensus, ou au moins une forme d harmonie au sein de l'empire.
De 1862 à 1867, la liberté de la presse accordée se révèle cependant écornée, car il existe aussi une loi permettant qu'un journal soit suspendu immédiatement, en cas de guerre ou de guerre proche.

### Après la bataille de Sadowa
En juin 1866, à la Bataille de Sadowa, la Prusse triomphe sur l'Autriche, en partie grâce au télégraphe. Dans l'Autriche conservatrice, cette déroute est perçue comme "la fin d'un monde". L'armée autrichienne, où près de la moitié des officiers sont encore issus de l'ancienne noblesse, et qui contrôle le "Telegraphen Korrespondantz Bureau", est discréditée. D'autant que Vienne a d'abord annoncé une victoire, exactement comme sept ans plus tôt lors de la défaite de Magenta.  Les appétits de Bismarck, son Agence Continentale et son Berliner National-Zeitung inquiètent.
Les libéraux autrichiens acquièrent une large majorité au Reichsrat. La presse se vend comme des petits pains et se sent des ailes. Moriz Szeps, l'éditeur du Wiener Morgenpost le quitte avec toute la rédaction pour créer le Wiener Tagblatt, futur gros tirage de la presse autrichienne, en reprenant le titre créé par un jeune économiste prometteur, Carl Menger. Les journaux conservateurs se multiplient aussi, 70 dès le début des années 1870, dont dix d'inspiration centraliste. De taille modeste, ils sont obligés d'acheter à la grande presse libérale ses nouvelles de l'étranger. Le gouvernement nomme alors à la tête du « Bureau de presse » comme conseiller chargé des affaires de presse un journaliste renommé et libre de plume, Eduard Warrens, qui avait fait du prestigieux Journal du Lloyd autrichien un journal politique et plus seulement économique, proche de Friedrich Ferdinand von Beust, qui deviendra ministre-président d'Autriche en février 1867.
Dès l'automne 1866, le Korrbureau négocie avec Havas et l'Agence Continentale. En décembre, il signe un premier accord séparé avec Havas, tandis que Reuters tente aussi de prendre pied à Vienne. Au cours du même mois, lors d'une réunion décisive des représentants des Allemands de Bohême, le leader Eduard Herbst, très proche du quotidien libéral viennois Neue Freie Presse, proclame ses idéaux de liberté. En 1867, il devient ministre de la justice du Prince Carlos Auersperg. Parmi ses réformes, l'instauration d'un jury en cas de poursuites contre la presse, pour mieux la protéger. Un nouveau  "Telegraphen Korrespondantz Bureau" est créé sur fond de préparation du compromis de 1867, signé le 29 mai 1867 pour créer l'Autriche-Hongrie. Son activité s'emballe pendant deux ans, le régime libéral permettant la multiplication des quotidiens. Comme il dépend en beaucoup, pour les nouvelles de l'étranger, de l'Agence Continentale, dès février 1867, il ouvre une succursale à Prague puis en mai 1867 une autre à Trieste.
Eduard Herbst doit cependant mettre un peu d'eau dans son vin. Il menace de suspendre des journaux pour rassurer Bismarck, qui brandit le risque d'extension vers l'est des confits sociaux constatés en Allemagne et séduit une partie de la bourgeoisie et des fonctionnaires autrichiens. Le 30 mai 1869, Havas et l'Agence Continentale signent avec l'agence autrichienne pour échanger ses nouvelles de Prague, Agram, Pesth, Lemberg contre celles d'Europe de l'Ouest et les cours de Wall Street.
C'est un premier biais au Cartel des agences de presse de 1859, qui prévoyait que l'Agence Continentale allemande règne sur l'Empire austro-hongrois. Mais un renversement d'alliance va se mettre en place rapidement: en janvier 1879, huit mois après, un nouveau cartel redonne à l'Agence Continentale la primauté sur cette zone.
L'année 1866 voit aussi l'ambassadeur autrichien à Paris, le prince Richard Klemens von Metternich, suivre de près le contenu des journaux français, pour les influencer par le biais du ministère de l'Intérieur, dans le but de faire échouer les négociations secrètes entre Paris et Berlin. Cette politique, appuyée par un budget de 50 000 francs accordé par Vienne, pour acheter les journalistes français, obtient un certain succès, au point que le baron Colmar von der Goltz écrit en décembre 1866 à Bismarck pour se plaindre du fait qu'aucun organe de presse ne soutient la cause prussienne. En France au contraire, le vicomte de Kervéguen accuse certains journalistes d'avoir été payés pour soutenir la politique de Bismarck.
En janvier 1867, Friedrich Ferdinand von Beust, ministre des affaires étrangères autrichien, obtient même que le "Bureau de presse" autrichien passe sous son contrôle. La presse française vit alors parfois des retournements spectaculaires : Léon Plée, journaliste du quotidien Le Siècle passe rapidement du soutien à la cause prussienne à celui des projets autrichiens de Friedrich Ferdinand von Beust et reçoit dans la foulée la légion d'honneur. Pour autant, la presse française reste difficile à contrôler, après les décrets du 24 novembre 1866 et 9 janvier 1867, qui suppriment en particulier l'autorisation préalable.

### La "Triple alliance" voulue par Bismarck
Entre 1887 et 1889, le chancelier allemand Bismarck s'efforce de « torpiller l'alliance existant entre les grandes agences » mondiales et généralistes, Reuters, Havas, Associated Press et l'Agence Continentale, pour y substituer une "Triple alliance télégraphique", regroupant les agences allemande, autrichienne et italienne, "qui échoue de peu". Ainsi, au cours de la dernière décennie du XIXe siècle, le président du conseil italien Francesco Crispi se fait ainsi le promoteur de la rupture avec Havas, accusée de propager des informations fausses ou tendancieuses, d'encourager la politique étrangère de la France. Un accord d'échange mutuel est signé par l'Agence Stefani italienne  avec l'équivalent allemand, l'Agence Continentale, et avec l'agence autrichienne Telegraphen Korrespondantz Bureau ("Korbureau"), basée à Vienne, ainsi qu'avec Reuters, de manière à permettre aux gouvernements de contrôler et censurer, si nécessaire, les nouvelles de et pour l'étranger. Résultat de cette pression, un nouvel assouplissement du traité des agences européennes en 1889, qui prévoit des aménagements pour faire une place à l'Agence Stefani italienne et la Telegraphen Korrespondantz Bureau, qui règne sur l'Empire austro-hongrois.

### La fin du "Korbureau"
En novembre 1918 est proclamée la République d'Autriche, avec seulement sept millions d'habitants, sur les décombres de l'Empire austro-hongrois qui en comptait 26 millions. Une des conséquences immédiates est la scission du Telegraphen Korrespondantz Bureau, qui doit laisser lui échapper sa filiale de Budapest, la Magyar Távirati Iroda (MTI), devenue agence indépendante et toujours en activité près d'un siècle plus tard.
Le représentant du Telegraphen Korrespondantz Bureau à Paris, l'écrivain Paul Zifferer, qui est aussi attaché de presse et conseiller culturel de l'ambassade autrichienne à Paris, se présente alors à l'Agence Havas, pour expliquer que le Telegraphen Korrespondantz Bureau « a complètement renoncé aux errements d'avant-guerre » et se refuse à « recevoir autre chose que des informations allemandes » de l'Agence Continentale[réf. nécessaire]. Il propose aux agences alliées de centraliser les nouvelles en provenance des Balkans et d'y diffuser, dans l'autre sens, leurs informations, mais essuie un refus. Le docteur Joseph Karl Wirth, futur chancelier du Reich sous la République de Weimar, alors directeur du Telegraphen Korrespondantz Bureau, doit alors signer le 17 décembre 1919 un contrat avec Havas et Reuters, pour une durée de dix ans, qui en fait un simple diffuseur dans la petite Autriche, où Havas devient collecteur de nouvelles, par l'ouverture d'un bureau à Vienne.